# Yola endroedyi
Yola endroedyi är en skalbaggsart som beskrevs av Olof Biström 1983. Yola endroedyi ingår i släktet Yola och familjen dykare. Inga underarter finns listade i Catalogue of Life.